# Almoster
Almoster település Spanyolországban, Tarragona tartományban. Almoster L'Aleixar, Castellvell del Camp, La Selva del Camp és Reus községekkel határos. Lakosainak száma 1338 fő (2024).

## Népesség
A település népessége az elmúlt években az alábbi módon változott:
| Lakosok száma | 286  | 453  | 343  | 363  | 381  | 1050 | 1357 | 1396 | 1351 | 1338 |
|               | 1717 | 1887 | 1936 | 1960 | 1986 | 2004 | 2009 | 2014 | 2019 | 2024 |